# Ибатегуара
Ибатегуара (порт. Ibateguara)  —  муниципалитет в Бразилии, входит в штат Алагоас. Составная часть мезорегиона Восток штата Алагоас. Входит в экономико-статистический микрорегион Серрана-дус-Киломбус. Население составляет 15 359 человек. Занимает площадь 261 км².